# Ловачко-бомбардерски авион
Ловац-бомбардер или ловачко-бомбардерски авион је врста авиона намијењена за нападе на циљеве на земљи и мору бомбама, ракетама, митраљезима и топовима. Може бити посебне конструкције или једноставно прилагођени ловачки авион. 
Назив ловац-бомбардер се појавио тек 1934. (К. Ружрон - Француска), а до употребе ових авиона је дошло у Другом свјетском рату. Често су то ловачки авиони друге линије, подешени за бомбардерска дејства, али понекад и ловци веће носивости (P-47 Тандерболт) подесни за таква дејства. 
Послије Другог свјетског рата све више се граде универзални ловци - у ствари ловци-бомбардери, који успјешно могу да се користе за оба задатка, као F-4 фантом, F-16 Фајтинг фалкон, МиГ-29 и други.

## Дефиниција и ознаке

### Дефиниција и ознаке Сједињених Држава
Амерички јуришни авиони су тренутно идентификовани префиксом А-, као у „А-6 Интрудер“ и „А-10 Тaндерболт II“. Међутим, до краја Другог светског рата, ознака A- је била подељена између јуришних авиона и лаких бомбардера за USAAF авионе (за разлику од B- префикса за средње или тешке бомбардере). Америчка морнарица је користила засебан систем означавања и у то време радије је називала сличне авионе извиђачким бомбардерима (SB) или торпедним бомбардерима (TB или BT). На пример, извиђачки бомбардер Douglas SBD Dauntless означен је као А-24 када га је користио USAAF. Тек 1946. године, када су Америчка морнарица и амерички маринци почели да користе ознаку „напад“ (А), преименовали су BT2D Skyraider и BTM Mauler у AD Skyraider и AM Mauler.
Као и код многих класификација авиона, дефиниција јуришних авиона је донекле нејасна и има тенденцију да се мења током времена. Тренутна америчка војна доктрина дефинише га као авион који највероватније обавља мисију напада, више од било које друге врсте мисије. Мисија напада значи, заузврат, посебно тактичку акцију ваздух-земља — другим речима, ни акција ваздух-ваздух ни стратешко бомбардовање се не сматрају мисијом напада. У речнику Морнарице Сједињених Држава, алтернативна ознака за исту активност је ударна мисија. Мисије напада су у принципу подељене у две категорије: ваздушна забрана и блиска ваздушна подршка. У последњих неколико деценија, успон свеприсутног вишенаменског ловца створио је извесну забуну око разлике између јуришних и борбених авиона. Према тренутном америчком систему означавања, јуришна летелица (А) је дизајнирана првенствено за мисије ваздух-земља (напад: авион дизајниран да пронађе, нападне и уништи копнене или морске циљеве) (такође познат као „напад мисије“), док ловац категорије F обухвата не само авионе пројектоване првенствено за борбу ваздух-ваздух, већ додатно вишенаменске авионе дизајниране и за мисије копненог напада.

## Недавна историја
Дана 17. јануара 1991, Оперативна група Нормандија започела је напад на два ирачка противваздушна ракетна места. ТФ Нормандија, под командом ЛТЦ Ричарда А. „Дика“ Кодија, састојала се од девет АХ-64 Апача, једног УХ-60 Блек Хока и четири хеликоптера МХ-53Ј Пејв Ло. Сврха ове мисије је била стварање безбедног коридора кроз ирачки систем ПВО. Напад је био огроман успех и отворио је пут за почетак савезничке кампање бомбардовања Операције Пустињска олуја.
Једна бојазни везаних за Апаче појављује се када је јединица ових хеликоптера веома спора да се распореди. Према Army Times, војска мења своју доктрину да фаворизује јуришне авионе у односу на јуришне хеликоптере за мисије дубоког напада јер су се хеликоптери за напад на копну показали као веома рањиви на ватру из малокалибарског оружја; Амерички марински корпус је приметио сличне проблеме.
Крајем 1960-их, Ваздухопловство Сједињених Држава је затражило наменски авион за блиску ваздушну подршку (CAS) који је постао Ферчајлд Репаблик А-10 Тандерболт II. А-10 је првобитно замишљен као противоклопно оружје (захтеви A-X програма су посебно захтевали да авион монтира велики ротациони топ за уништавање масовних оклопних снага Варшавског пакта) са ограниченом секундарном способношћу у улози забране и тактичког бомбардовања. Данас је то једини наменски јуришни авион са фиксним крилима у било којој америчкој војној служби. Свеукупно америчко искуство у Заливском рату, рату на Косову, рату у Авганистану и Ираку резултирало је поновним интересовањем за такве авионе. Ратно ваздухопловство САД тренутно истражује замену за А-10 и започело је програм OA-X за набавку лаког јуришног авиона. Сличан совјетски Сухој Су-25 (Frogfoot) постигао је успех у улози „летеће артиљерије“ у многим ваздушним снагама. Велика Британија је у потпуности пензионисала БАЕ Харијер II 2011. и Панавија Торнадо наменске јуришно-извиђачке авионе 2019. Добила је Ф-35 2018. и задржала је своју флоту вишенаменских ловаца Еврофајтер Тајфуна.